# Distrito de Kaipara
El distrito de Kaipara está situado en la región de Northland, en el norte de Nueva Zelanda.

## Historia
El distrito de Kaipara se formó mediante las reformas del gobierno local de Nueva Zelanda de 1989 y se constituyó el 1 de noviembre de 1989. Estaba formado por cinco antiguos distritos y condados: todo el condado de Hobson, el distrito de Dargaville, el condado de Otamatea y partes del condado de Rodney y del condado de Whangarei. Además, asumió las funciones de la Junta de Drenaje de Raupo, la Junta de la Reserva de Kaiwaka y las Juntas de la Reserva de Pahi.

## Geografía

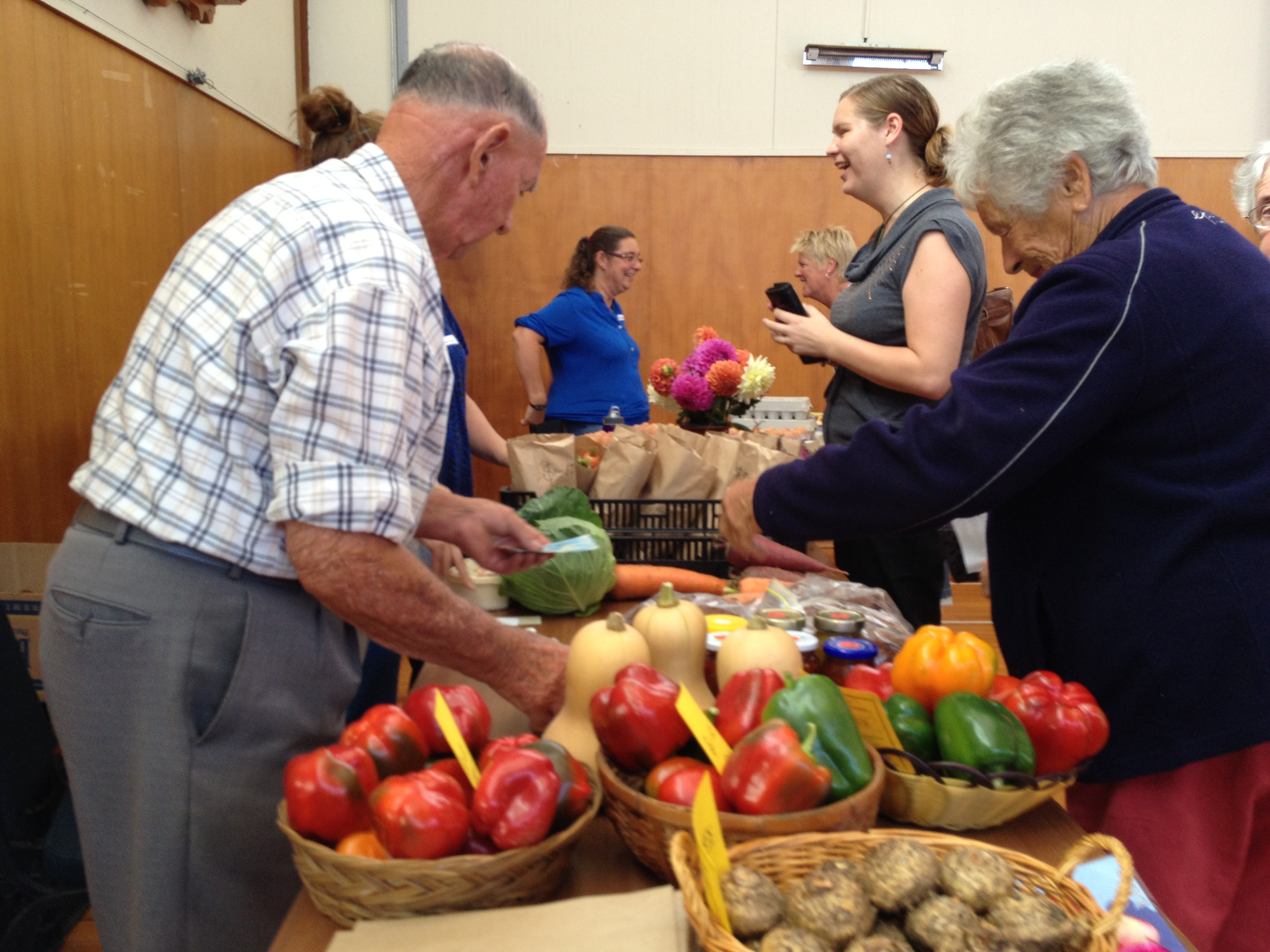
Los mercados de Maungaturoto se celebran el primer viernes de cada mes.

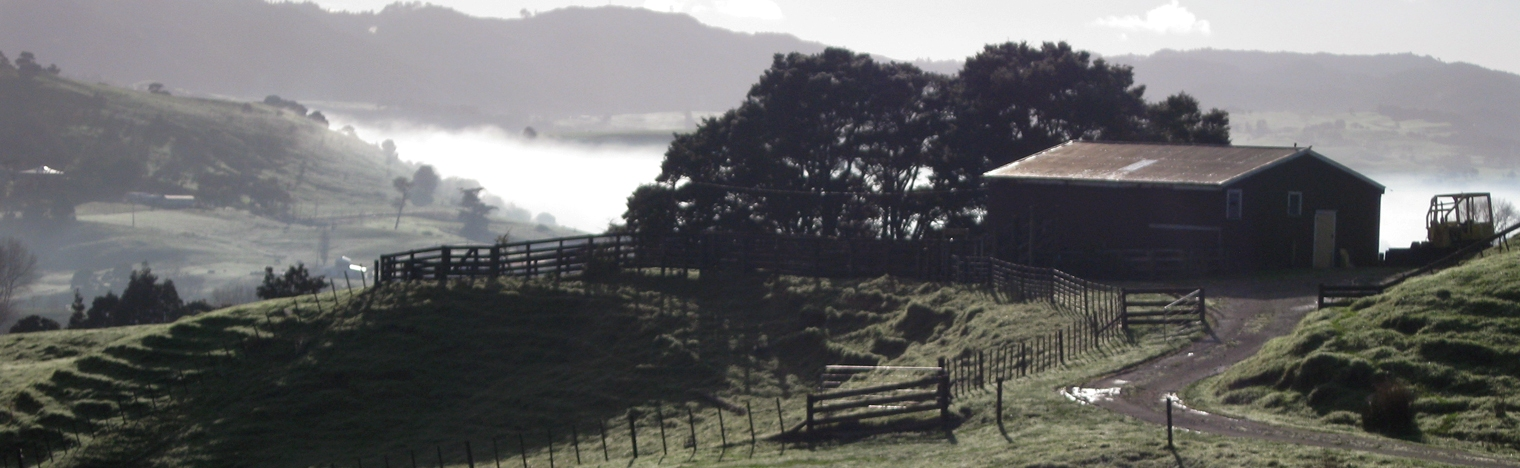
Foto tomada desde View Road, Maungaturoto

El distrito de Kaipara está situado en las onduladas colinas que rodean la orilla norte del puerto de Kaipara, un gran puerto natural abierto al mar de Tasmania. El Consejo del Distrito de Kaipara comparte la gestión del puerto con otras organizaciones, sobre todo el Consejo Regional de Northland (en el norte) y el Consejo de Auckland en el sur.
El distrito, de forma aproximadamente triangular, se extiende desde un estrechamiento de la península de Northland al sur de Kaiwaka y Mangawhai en el sureste hasta el bosque de Waipoua en el noroeste. El límite occidental del distrito está definido por la playa de Ripiro, que se extiende por la costa occidental de Northland desde Maunganui Bluff y el bosque de Waipoua, en el norte, hasta Pouto, en la entrada del puerto de Kaipara. La región está dividida por el río Wairoa del Norte y sus afluentes, que desembocan en el extremo norte del puerto de Kaipara.

## Población
El distrito no tiene ningún centro urbano importante, pero cuenta con numerosas ciudades y pueblos, como Dargaville (el principal centro de servicios del oeste), Ruawai, Matakohe, Paparoa, Maungaturoto, Kaiwaka, Mangawhai, Tinopai, Te Kopuru, Kaihu, Pahi y Whakapirau, así como la zona rural que los rodea. Tiene una población de 27.200 habitantes (junio de 2022), los cuales unos 5.240 viven en Dargaville, sede del consejo del distrito. 
La población es mayoritariamente rural, y vive en pequeños asentamientos dispersos entre las onduladas colinas o enclavados en las orillas del puerto, incluidos los pueblos portuarios de Tinopai, Pahi y Whakapirau. La zona que rodea a Dargaville destaca por la elevada proporción de residentes de ascendencia dálmata y cuenta con un activo Club Dálmata.
La ciudad más cercana es Whangarei, a 45 kilómetros al noreste de Dargaville.
El espíritu comunitario es fuerte entre las distintas comunidades rurales, como demuestran los numerosos clubes locales, organizaciones de voluntarios y otras iniciativas. En Dargaville se celebra anualmente un festival de arte y artesanía dirigido por el club rotario local, y también se celebran mercados semanales de productos de la ribera los jueves por la tarde. Maungaturoto tiene un mercado mensual los viernes de 16 a 19 horas en el Maungaturoto Hall y también cuenta con un grupo de voluntarios (Maungaturoto Residents Association) dedicado a embellecer el pueblo. También existe un grupo de voluntarios similar en Ruawai y Paparoa (Progressive Paparoa). 

## Demografía
El distrito de Kaipara cubre 3.109,09 km2 (1.200,43 millas cuadradas) y tenía una población estimada de 27.200 habitantes en junio de 2022,[2] con una densidad de población de 9 personas por km2.
El distrito de Kaipara tenía una población de 22.869 habitantes en el censo de Nueva Zelanda de 2018, un aumento de 3.906 personas (20,6%) desde el censo de 2013, y un aumento de 4.734 personas (26,1%) desde el censo de 2006. Había 8.748 hogares. Había 11.520 hombres y 11.349 mujeres, lo que da una proporción de sexo de 1,02 hombres por mujer. La edad media era de 46,0 años (frente a 37,4 años a nivel nacional), con 4.425 personas (19,3%) menores de 15 años, 3.354 (14,7%) de 15 a 29 años, 10.020 (43,8%) de 30 a 64 años y 5.073 (22,2%) de 65 años o más.
Las etnias eran el 83,3% de europeos/Pākehā, el 24,6% de maoríes, el 3,8% de pueblos del Pacífico, el 2,8% de asiáticos y el 1,7% de otras etnias. Las personas pueden identificarse con más de una etnia.
El porcentaje de personas nacidas en el extranjero era del 14,2, frente al 27,1% nacional.
Aunque algunas personas se oponen a dar su religión, el 51,9% no tiene religión, el 34,5% es cristiano, el 2,7% tiene creencias religiosas maoríes, el 0,5% es hindú, el 0,2% es musulmán, el 0,4% es budista y el 1,4% tiene otras religiones.
De los mayores de 15 años, 2.085 (11,3%) personas tenían un título de grado o superior, y 4.572 (24,8%) no tenían ninguna cualificación formal. La mediana de los ingresos era de 24.500 dólares, frente a los 31.800 dólares a nivel nacional. 1.998 personas (10,8%) ganaban más de 70.000 dólares, frente al 17,2% a nivel nacional. La situación laboral de los mayores de 15 años era que 7.803 (42,3%) personas estaban empleadas a tiempo completo, 2.964 (16,1%) a tiempo parcial y 639 (3,5%) estaban desempleadas.
| Nombre             | Área (km2) | Población | Densidad (por km2) | Hogares | Media de edad | Renta media |
| ------------------ | ---------- | --------- | ------------------ | ------- | ------------- | ----------- |
| Dargaville         | 12.56      | 4,794     | 381.69             | 1,812   | 44.1 years    | $22,200     |
| Costa Oeste-Centro | 2,368.76   | 7,293     | 3.08               | 2,760   | 44.8 years    | $25,600     |
| Otamatea           | 727.39     | 10,785    | 14.83              | 4,176   | 47.8 years    | $25,600     |
| Nueva Zelanda      |            |           |                    |         | 37.4 años     | $31,800     |

## Gobierno local
El distrito de Kaipara está dividido en cuatro distritos individuales:
- Costa Oeste-Centro
- Dargaville
- Otamatea
- Kaiwaka-Mangawhai

Antes de 2021 había tres distritos.
El 6 de septiembre de 2012, el ministro de Gobierno Local nombró a unos comisarios para que se hicieran cargo del gobierno del Consejo de Distrito de Kaipara. El nombramiento se produjo tras la finalización del trabajo del equipo de revisión que había sido puesto en marcha por el ministro de Gobierno Local en junio de 2012 para evaluar los retos de gestión financiera y de gobierno a los que se enfrentaba el consejo. El equipo de revisión llegó a la conclusión de que los retos superaban la capacidad de gestión del alcalde y los concejales. El consejo elegido estuvo de acuerdo y pidió al ministro que nombrara comisarios. Los comisionados del Consejo del Distrito de Kaipara fueron John Robertson (presidente), Richard Booth, Colin Dale y Peter Winder.
En 2016, se eligió un nuevo Consejo del Distrito de Kaipara, con Peter Winder dirigiendo el consejo como administrador de la Corona. En 2019, el consejo volvió a la plena autogestión.